# Amira Willighagen
Amira Willighagen (ur. 27 marca 2004 w Nijmegen) – holenderska śpiewaczka sopranowa, zwyciężczyni krajowej edycji programu Got Talent, w grudniu 2022 ukończyła szkołę średnią.
W 2013 roku zajęła pierwsze miejsce w holenderskiej edycji programu Got Talent. W eliminacjach zaśpiewała arię Lauretty z opery Gianni Schicchi Giacomo Pucciniego „O mio babbino caro”, w półfinale pieśń „Ave Maria” Gounoda, a w finale arię „Nessun dorma” z opery Turandot Giacomo Pucciniego.
Amira uprawia również lekkoatletykę. Debiutancki album Amiry ukazał się w kwietniu 2014 roku w Anglii. Połowę honorariów z występów i płyty Amira przeznacza na finansowanie założonej przez siebie fundacji charytatywnej, która buduje place zabaw dla dzieci. Pierwszy z nich otwarto w marcu 2014 na przedmieściach Ikageng koło Potchefstroom w Południowej Afryce, skąd pochodzi jej matka.
Po rozstaniu się jej rodziców, Amira wraz z matką przeprowadziła się do RPA. Po zakończeniu współpracy z wytwórnią Sony Music związała się z pochodzącymi z RPA muzykami Arnoldem oraz Ewaldem Coleske; w ich wytwórni Coleske Artists wydała w marcu 2018 płytę „Z całego serca” (All My Heart).

## Dyskografia
- Amira (2014)
- Merry Christmas (2015)
- All My Heart, Coleske Artists (2018)